# Gheorghe Tokay
Gheorghe Tokay (n. 27 martie 1939, Cluj, România – d. 3 martie 2016) a fost un jurist român de etnie maghiară, deputat de Arad din partea UDMR din 1990 până în 2004.  În cadrul activității sale parlamentare, Gheprghe Tokay a fost membru în următoarele grupuri parlamentare de prietenie:
- în legislatura 1990-1992: Canada, Republica Coreea;
- în legislatura 1996-2000: Republica Slovenia;
- în legislatura 2000-2004: Canada, India.

Între 1996-1999 a fost ministru delegat pentru minorități naționale în guvernul Victor Ciorbea și în guvernul Radu Vasile. În 27 ianuarie 1999 portofoliul său ministerial a fost preluat de senatorul Péter Eckstein-Kovács.
În anul 2005 Gheorghe Tokay a fost numit de președintele Traian Băsescu în funcția de ambasador extraordinar și plenipotențiar al României în Lituania.